# ابراستاین

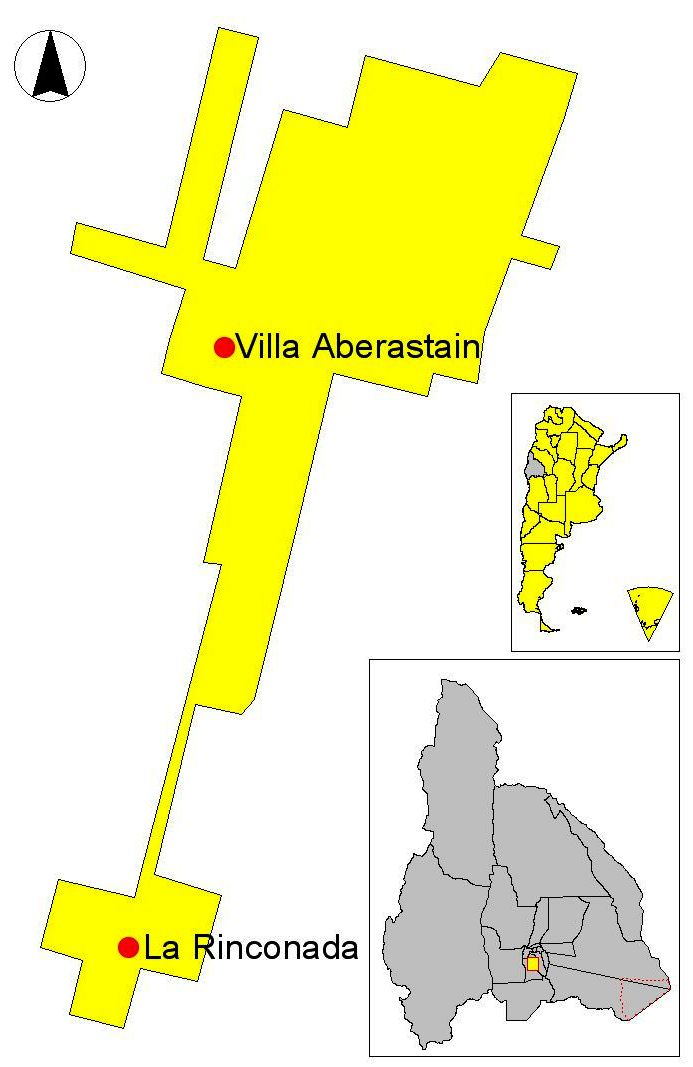
ابراستاین

ابراستاین (به اسپانیایی: Aberastain) در آرژانتین با جمعیت ۸٬۹۴۶ نفر است که در san juan province (argentina) واقع شده‌است.